# Cornelia Sollfrank
Cornelia Sollfrank, née en 1960, est une artiste allemande, connue pour son engagement précurseur sur l'art en ligne et le cyberféminisme.

## Biographie

### Formation
De 1987 à 1994, Cornélia Sollfrank étudie la peinture à l'Académie des beaux-arts de Munich (avec Helmut Sturm) et les arts libres à l'Université des beaux-arts de Hambourg (avec Bernhard Johannes Blume). Elle termine ses études avec distinction,.
Ses moyens d’expression comprennent l’écriture, la performance, le son, la vidéo et (d’autres) formats web. Les sujets récurrents dans ses travaux artistique et académique sur les cultures numériques sont la notion de droit d’auteur-e, l’auto-organisation, le genre et le techno-féminisme. En tant que pionnière de l’art web, Cornelia Sollfrank s’est bâtie une réputation autour de deux projets principaux : le générateur net.art – une « machine » produisant de l’art et basée sur le web, et Female Extension – son hack lors du premier concours d’art web. Ses expériences avec les principes de base du modernisme esthétique ont impliqué des conflits avec leur cadre institutionnel et juridique et ont conduit à sa recherche académique. Dans le cadre de son doctorat Performing the Paradoxes of Intellectual Property, Cornelia a étudié la relation de plus en plus conflictuelle entre l’art et le droit d’auteur-e. L’actuel projet de recherche artistique Giving What You Don’t Have regroupe des projets artistiques qui contribuent tous à la création et au maintien de « biens communs (libres) numériques ». Sa performance la plus récente À la recherche de l’information perdue porte sur les stéréotypes de genre au sein de l’underground numérique.

### femmes-et-technologieet-Innen
Déjà pendant ses études, Cornélia Sollfrank est la fondatrice et membre de deux groupes d'artistes : en 1990, à Hambourg, avec neuf autres artistes, le groupe femmes·et·technologie est créé. femmes·et·technologie s'intéresse moins à la question du genre – comme le titre pourrait le suggérer – qu'aux stratégies de marketing et de publicité. Le développement de signes distinctifs (logos) ou d'identités visuelles (Identité visuelle) à la fin des années 1980, représentant la philosophie d'une entreprise, n'est plus utilisé uniquement pour le produit d'une entreprise économique, mais aussi, avec le développement simultané du mécénat culturel, pour l'art. Cela conduit à des effets publicitaires que femmes·et·technologie utilise et révèle à la fois. Cornélia Sollfrank participe avec femmes·et·technologie, entre autres, en 1992 au projet télévisé Piazza Virtuale lors de la documenta IX. En 1993, un nouveau groupe naît de femmes·et·technologie : –Innen s'intéresse aux questions de droits d'auteur, d'originalité et d'auteur dans le réseau. Dans la recherche artistique, les performances et les interventions, une confrontation critique avec les médias, en particulier avec la télévision, a lieu.

### OBN (Old Boys Network)
Cornélia Sollfrank est l'une des fondatrices du réseau OBN (Old Boys Network) en 1997 à Berlin, avec quelques anciens membres de –Innen (Ellen Nonnenmacher et Susanne Ackers) ainsi que des membres du groupe d'artistes australien VNS Matrix (Julianne Pierce et Josephine Starrs). Cette alliance de scientifiques, artistes et activistes pratique encore aujourd'hui une approche expérimentale des structures de réseau. Sous la devise  The Mode is the Message – The Code is the Collective, le réseau vise à réaliser le cyberféminisme non seulement en le thématisant ou en le théorisant, mais en le structurant.
Également en 1997, Cornélia Sollfrank organise avec les collègues de l'Old Boys Network la première conférence internationale sur le cyberféminisme, first Cyberfeminist International, dans le cadre du laboratoire médiatique HybridWorkspace lors de la documenta X à Cassel. Le point central des événements est le thème des femmes dans l'art numérique ou la culture numérique. La conférence présente cent antithèses sur la question de ce qu'est le cyberféminisme. En 1999 et 2001, deux autres conférences suivent.
Le site web obn.org documente depuis la fondation de l'OBN les activités du réseau.
De plus, dans le cadre des études documenta à l'École d'art de Kassel d'août 2020 à avril 2022 ainsi qu'en étroite coopération avec les archives documenta, « obn_archive. Un archivage situé de l'Old Boys Network » est développé et mis en œuvre. L'accent est mis sur l'examen, l'exploitation et la numérisation des matériaux ainsi que leur réflexion et leur actualisation par une polyphonie collective.

### Recherche et autres activités
Cornélia Sollfrank travaille comme artiste indépendante, journaliste et théoricienne dans le domaine de la culture numérique et de l'art numérique.
De 1999 à 2004, Cornélia Sollfrank enseigne dans diverses universités et écoles supérieures, notamment à l'École supérieure des beaux-arts de Hambourg, à l'Université de Lunebourg, à l'Université d'Oldenbourg et à l'Université Bauhaus de Weimar.
Cornélia Sollfrank est membre de l'Association allemande des artistes, dans la revue mensuelle Kunstreport de laquelle elle écrit en 2001 l'article auto-ironique : Stratégie de réussite et autoboycott. Comment échapper au marché de l'art et devenir en même temps une artiste à succès ?,.
En 2004, Cornélia Sollfrank est considérée comme une candidate prometteuse pour la direction artistique de l'Ars Electronica de Linz, en remplacement de Gerfried Stocker, mais après les auditions, elle reste la seule alternative à Stocker et n'est finalement pas nommée. Dans le magazine Kulturrisse, elle constate un souhait « d'un changement de cap, d'un renouvellement ».
De 2006 à 2011, Cornélia Sollfrank travaille comme chercheuse artistique à l'Université de Dundee en Écosse et obtient son doctorat en 2012 avec la thèse Performing the Paradoxes of Intellectual Property. A practice-led Investigation into the Conflicting Relationship between Copyright and Art.
De 2009 à 2012, Cornélia Sollfrank est membre de Creating Worlds, un projet de recherche de l'Eipcp (european institute for progressive cultural policies), qui étudie la relation entre la production artistique et la production de connaissances dans le contexte de la transformation et de la crise du capitalisme actuel.
De 2012 à 2015, elle retourne à l'Université de Dundee et Cornélia Sollfrank est Lecturer for Contemporary Art Practices, Art & Theory, and Artistic Research in the Context of New Media au Duncan of Jordanstone College of Art and Design.
En août 2018, Cornélia Sollfrank publie le livre Les belles guerrières. Pratique technoféministe au 21e siècle chez Transversal texts Vienne.
De 2017 à 2020, elle travaille comme chercheuse associée à la Zürcher Hochschule der Künste pour le projet Creating Commons.
En 2021, elle est membre du Networks of Care de l'Ngbk Berlin, une plateforme d'échange sur la gestion des pré- et post-successions artistiques, des archives privées et publiques et des ensembles de documentation inutilisés.
Cornélia Sollfrank est la responsable du site web artwarez.org. Elle y donne des informations sur son propre travail, publie des interviews et ses propres textes et gère un blog.

## Stratégies artistiques
Cornélia Sollfrank déconstruit depuis le milieu des années 1990 des concepts traditionnels tels que l'œuvre, l'originalité, le génie ou l'auteur, qui déterminent encore aujourd'hui le marché de l'art ou le droit d'auteur en vigueur. À l'aide de stratégies artistiques subversives, parfois spécifiques au genre, elle expérimente dans le médium numérique de nouvelles formes d'auteur performatif, collaboratif et en réseau.
Les œuvres de Cornélia Sollfrank se caractérisent par le caractère ludique de ses interventions dans les systèmes sociaux et son oscillation entre l'absence de finalité et l'intention politique.
Partant du Social Engineering et du Social Hacking, Florian Cramer définit l'art de Cornélia Sollfrank comme un Hack du social avec des moyens numériques et non numériques. Dans ce contexte, l'artiste se concentre sur deux sous-systèmes : le marché de l'art et la culture informatique, qui s'occupent de la manipulation ludique des systèmes en général et d'eux-mêmes en particulier.
Cornélia Sollfrank elle-même décrit son travail comme situationnel, c'est-à-dire qu'elle fait des incisions dans les systèmes sociaux dont elle fait elle-même partie. Elle veut ainsi révéler des relations et des rapports de pouvoir influents mais invisibles qui resteraient autrement cachés.
Ainsi, Cornélia Sollfrank critique, par exemple, la gestion de l'art numérique dans le domaine muséal (Female Extension). Elle perturbe et sape le système muséal et utilise les structures de cette institution pour montrer les problèmes que ces structures posent, notamment pour l'art numérique : 

## Œuvres (sélection)

### Female Extension
L'œuvre Female Extension est un hack dont l'objectif était de perturber l'appel à projets de la Hamburger Kunsthalle sur le thème Extension. L'Internet comme matériau et objet en 1997. Cornélia Sollfrank a anticipé le manque d'auteurs participant à ce concours, en particulier le manque d'auteures, et a créé 289 artistes fictives avec des identités internationales, des adresses complètes, des numéros de téléphone et des adresses e-mail. Ensuite, elle a créé avec l'aide d'un net.art generator des œuvres apparemment individuelles qu'elle a attribuées à ses artistes. Cornélia Sollfrank a reçu un mot de passe pour chaque artiste numérique, c'est-à-dire que toutes les artistes ont été admises au concours par la Kunsthalle. Ensuite, elle a transféré 127 œuvres des artistes sur le serveur du musée. Dans le contexte de l'appel à projets du musée, les artistes numériques ont été reconnues comme des artistes sans critique.
La sous-traitance du concours n'a pas été remarquée même après la date limite de soumission. Ce n'est qu'avec l'annonce des gagnants, deux jours avant la remise des prix, que Cornélia Sollfrank a publié un communiqué de presse révélant son intervention. La Kunsthalle n'aurait probablement jamais remarqué le hack. Pendant le concours en cours, la Galerie der Gegenwart s'est particulièrement enorgueillie de la forte participation féminine, deux tiers des 280 participants. Aucune des femmes n'aurait reçu de prix, mais les jurés (Uwe M. Schneede, Rainer Wörtmann, Dellbrügge&deMoll, Valie Export et Dieter Daniels) ont utilisé la participation fictive pour souligner publiquement à quel point la nouvelle salle d'exposition était actuelle et proche de l'actualité artistique. La mauvaise qualité du « HTML-Schrotts » a été perçue, mais n'a pas été remise en question.

### Net.art generator
Le générateur, utilisé dans l'œuvre Female Extension pour créer 127 projets d'art numérique, est accessible à tous les utilisateurs depuis 1999 en tant qu'œuvre autonome. Pour l'œuvre net.art generator, l'artiste a chargé les programmeurs Ryan Johnston, Luka Frelih, Barbara Thoens et Ralf Prehn de développer différentes solutions logicielles qui diffèrent dans leur structure de recherche et dans la complexité des résultats.
Cornélia Sollfrank ironise ainsi sur la conception générale de l'art numérique en tant qu'art de site web, en déclarant que des sites web deviennent de l'art, créés à partir de matériel d'image et de texte du réseau assemblé au hasard. Chacun peut devenir ici un artiste numérique, selon la devise Smart Artist makes the maschine do the work : les machines font le travail principal. La devise du site web suggère à l'utilisateur qu'il peut devenir un artiste numérique. Mais cela n'est vrai que dans une certaine mesure : en enregistrant l'art collagé, l'utilisateur amusé accumule de l'art que Cornélia Sollfrank expose sous son nom. Ute Vorkoeper étend cette devise en raison de ce fait : A smart artist orders programs which make the user do the work.

### MuseumShop
Le MuseumShop est une agence qui produit et vend des reproductions de haute qualité de certaines œuvres sélectionnées de la collection du Märkisches Museum Witten. Le Märkisches Museum, qui ne possède ni base de données ni site web, dépend, dans sa situation financière tendue, de l'utilisation à long terme de ses propres ressources, telles que les droits et les positions de propriété sur les œuvres artistiques. Dans ce projet, Cornélia Sollfrank explore la relation entre le travail pratique du musée et les droits d'auteur protégés : « Cela révèle de nombreuses contradictions entre les intérêts privés et publics, que le projet MuseumShop poussera à l'extrême avec des moyens artistiques. »

#### This is not by me
This is not by me est un projet d'exposition composé de six œuvres différentes de l'artiste. Dans ce cycle d'œuvres, Cornélia Sollfrank aborde les questions d'auteur, d'originalité et de propriété intellectuelle dans l'art. De 2006 à 2007, l'exposition individuelle a été présentée dans trois espaces d'exposition différents sur trois continents différents (Hildesheim/Europe ; Manila/Asie ; New York City/USA) avec des législations différentes sur le droit d'auteur. Cornélia Sollfrank aborde dans cette œuvre la problématique du droit d'auteur dans le médium numérique et la pousse à l'extrême. Elle poursuit le discours sur le droit d'auteur sur le plan artistique depuis 1997, entre autres avec l'œuvre Net.art Generator.
Le projet d'exposition fait partie de la thèse de doctorat de Cornélia Sollfrank. L'œuvre This is not by me  servira d'exemple pratique.

## Expositions et autres œuvres
- 1992 : Penisneidspiele, contribution à la documenta IX (Kunstfernsehen avec van-Gogh TV), Cassel (projet du groupe frauen·und·technik)
- 1993 : Narzissmus in den Medien am Beispiel Fernsehen, performance, Produzentengalerie Kunstitut, Stuttgart (projet du groupe -Innen). The New Woman, action de cartes postales
- 1994 : Information art, performance, Hochschule für bildende Künste, Hambourg
- 1996 : New Media - Old Roles, intervention à la foire informatique CeBit, Hanovre (projet du groupe -Innen plus) ; Reality Check, événement net.art dans le cadre du projet Skin Laboratory, Hambourg
- Remote Viewing, Ars Electronica, Linz, AT
- 1997 : Female Extension ; Hybrid WorkSpace, documenta X, Cassel (projet de l'Old Boys Network)
- 1998 : The New Woman, NEID Show, Künstlerhaus Bethanien, Berlin; First Cyberfeminist International, présentation du reader, Ars Electronica, Linz, AT
- 1999 : Net.art generator
- 2000 : Have Code-Will Destroy, Tenacity - Cultural Practices in the Age of Global Information- and Biotechnologies, Shedhalle, Zurich, CH.; Have Code-Will Destroy, UFO Strategies, Medienkunsthaus Oldenburg, DE; Liquid Hacking Laboratory, Log-in, Kunstverein Nürnberg, DE.; Unauthorized Access, CrossFemale-Metaphors of the Female, Künstlerhaus Bethanien, Berlin, DE.
- 2001 : Künstlerbilder, Galerie Mesaoo Wrede, Hambourg, DE.; networked reality, exposition solo, Galleri 21, Malmö, SE.
- improved television, cyberfem spirit, Medienkunsthaus, Oldenburg, DE.
- 2002 : net.art generator, GENERATOR, Spacex Gallery, Exeter, UK.
- Guided tour through hackerland, performance, Chaos Communication Congress, Berlin, DE
- 2003 : fem and - party & workshop, avec des musiciennes (musique électronique), (Laurence Rassel and Maya Consuelo Sternel), Melkweg Amsterdam en collaboration avec next5minutes, Amsterdam, NL; net.art generator, Sammlung für zeitgenössische Kunst der Volksfürsorge, Le Royal Meridien, Hambourg, DE.
- 2004 : have script, will destroy, Mostra Internacional de Film deDones, Barcelone, ES; Automatisch generierte Autorschaft, pièce radiophonique, série du ORF-Kunstradios, Vienne, AT.
- 2005 : Warhol Flowers, exposition de vente, HGKZ, Zurich, CH; TammTamm – Künstler informieren Politiker, Hambourg, DE.
- 2006 : THIS IS NOT BY ME, exposition individuelle, Kunstverein Hildesheim, DE.
- 2007 : MuseumShop, exposition individuelle, Märkisches Museum Witten, DE; I DON’T KNOW, interview avec Andy Warhol, installation vidéo (1968/2006), Shift Festival der elektronischen Künste, Bâle, CH; Kunstmaschinen Maschinenkunst, Schirn Kunsthalle, Francfort, DE.
- 2008 : Kunstmaschinen Maschinenkunst, Museum Tinguely, Bâle, CH; Anna Kournikova Deleted by Memeright Trusted System, Hartware MedienKunstVerein (HMKV), Phoenixhalle, Dortmund, DE; re:act feminism, Akademie der Künste Berlin, DE.
- 2009 : Originale und andere Fälschungen, exposition individuelle, Edith-Russ-Haus für Medienkunst, Oldenburg, DE; Unlimited Edition, exposition solo, Mejan Labs, Stockholm, Oslo, N; Agents&Provocateurs, Institute of Contemporary Art – Dunaújváros, HU; Bauch oder Kopf. Wie viel Theorie braucht die Kunst? hub:kunst.diskurs e. V., EISFABRIK, Hanovre, DE; International Biennial of Contemporary Graphic Art, Novosibirsk State Art Museum, Novosibirsk, RU.
- 2010 : Cultures(s) of the Copy, Edith-Ruß-Haus für Medienkunst, Oldenburg, DE; Dog is my co-pilot, Vejle, DK; REVERSE, Kunstmuseum, Omsk, RU.
- Inter-Cool 3.0, HMKV Dortmund, DE; Cultures(s) of the Copy, Goethe-Institut, Hongkong, CN; Old News, Center for Contemporary Art CCA, Lagos, NI; Agents&Provocateurs, HMKV, Medienkunstverein, Dortmund, DE.
- 2011 :the art of hacking, Netherland’s Media Art Institute, Amsterdam, NL/
- reverse, Galerie 'Z', Bratislava, SLO.
- Identités précaires, Musée Jeu de Paume, Paris, F.
- 2012 :Sound Art. Sound as a Medium of Art, ZKM Medien Museum, Karlsruhe, DE; Megacool 4.0. Youth and Art, Künstlerhaus, Vienne, A; re.act.feminism #2 – a performing archive, Wyspa Institute of Art in Gdańsk, PL; International Biennial of Contemporary Graphic Art, Novosibirsk State Art Museum, Novosibirsk, RU.
- This is not by me, Visual Research Centre, Dundee Contemporary Arts, Dundee, UK.
- 2013 : Tools of Distorted Creativity, ‚transmediale’ 2013, Haus der Kulturen der Welt, Berlin, DE; Curated by Law, Akademie Schloss Solitude, Stuttgart, DE; re.act.feminism #2 – a performing archive. Fundació Antoni Tàpies, Barcelone, ES.
- 2014 : Public Library – Rethinking the infrastructures of knowledge production, Württembergischer Kunstverein Stuttgart, DE; Coded After Ada Lovelace, Hannah McLure Centre, Neon Festival for Digital Culture, Dundee, UK.
- 2015 : Porn to Pizza - Domestic Clichés, DAM Galerie, Berlin, DE; Hipster und Hamster. Zur Konsumästhetik des Mobiltelefons, Museum for Applied Arts, Francfort, DE.
- 2016 : in_SUBJECT, Taipeh Digital Arts Festival, Taipeh, TW; À la recherche de l’information perdue. Performance, Bergen Kunsthall Landmark, Bergen, NO.
- Hacking Social Reality. Stage play with Kevin Rittberger (director, Theatre Basel), Bâle, CH.
- 2017 : commons lab, Studio XX, Montréal, CAN. Avec la designer Janine Sack, Cornélia Sollfrank développe un concept de design qui inclut l'utilisation d'une police librement licenciée[24]; Multiple Future. Yebisu International Festival for Art & Alternative Visions, Tokyo Photographic Art Museum, JP.
- 2018 : action purplenoise I demo esslingen, Stadt der Frauen Festival, Esslingen, DE; Drehmoment Festival für Produktionskunst, Stuttgart, DE; TopTens. 24h Ubu Screening, SHADOW LIBRARIES, Onassis Cultural Center, Athènes, GR.
- 2019 : Writing the History of the Future. Die Sammlung des zkm, Stuttgart, DE; Automat und Mensch, Galerie Kate Vass, Zurich, CH; Bayerischer Rundfunk "Nachtstudio", 24 septembre 2019 (Total Digital oder Postdigital) ; I am not a local girl von Cornélia Sollfrank, Kampnagel Hamburg[25]
- 2020 : We=link : Sideways. Chronus Art Center, Shanghai, CN.
- 2021 : Open Codes. Networked Commons, Nam June Paik Art Center, Séoul, KR.
- 2022 : NfTNeTArT. From Net Art to NFT, panke.gallery, Berlin und Office IMPART, Berlin; #shareyourair by #purplenoise. Breathing Choir, Kunstmuseum Wolfsburg
- 2024 : beyond algorithms_digital utopia /net.art generator, Bonn / Frauenmuseum[26]; Latent Spaces - Performing Ambiguous Data The Art of Self-Quantification /Breathing Data, Braunschweig / Hochschule für bildende Künste (HBK)[27]

## Publications
- net.art generator (ISBN 978-3-936711-30-1).
- Verlag für moderne Kunst, Nuremberg, 2004 (ISBN 3-936711-30-5).
- expanded ORIGINAL, Ostfildern, Edith-Russ-Haus (en), 2009 (ISBN 3-7757-2390-0 et 978-3-7757-2390-9).
- Fix My Code (avec Winnie Soon), Berlin, EECLECTIC, 2021 (ISBN 978-3-947295-49-4).
- Aesthetics of the Commons (avec Shusha Niederberger et Felix Stalder), Zurich, Diaphanes, 2021 (ISBN 978-3-0358-0345-7).
- Comment devenir une cyberféministe ?, 2001 (lire en ligne).
- Cyberfeminisme-révolution, 2002 (lire en ligne).